# Římskokatolická farnost Střílky
Římskokatolická farnost Střílky je územní společenství římských katolíků s farním kostelem Nanebevzetí Panny Marie v děkanátu Kroměříž.

## Historie farnosti
První písemná zmínka o obci pochází z roku 1251. V polovině 18. století byl v obci postaven barokní hřbitov, který je od roku 2010 národní kulturní památkou.

## Duchovní správci
- František Špaček (1903-1925)
- František Hrdlička (1925-1960)
- Jan Brehel (1960-1974)
- František Polášek (1974-1985)
- Ludvík Skácel (1985-1996)
- Stanislav Čevela (1996-2006)
- Michal Šálek (2006-2007), administrátor excurrendo z Koryčan
- František Bůžek (2007-2009)), administrátor excurrendo z Koryčan
- Jaroslav Štancl (2009-2025)
- Václav Škvařil (od roku 2025), administrátor excurrendo z Koryčan[2]

## Bohoslužby
| Kostel                  | Místo   | Bohoslužba (den) | Hodina                          | Poznámka     |
| ----------------------- | ------- | ---------------- | ------------------------------- | ------------ |
| Nanebevzetí Panny Marie | Střílky | neděle pátek     | 10.30 17.30 (zima)/18.30 (léto) | farní kostel |

## Aktivity ve farnosti
Ve farnosti se pravidelně koná tříkrálová sbírka.